# Musée du jouet ancien (Échillais)
Pour les articles homonymes, voir Musée du jouet ancien.
Le musée du jouet ancien est un musée français situé à Échillais, dans la banlieue résidentielle sud de  Rochefort, sur la rive gauche de la Charente, en Charente-Maritime.

## Description sommaire
C'est un petit musée privé, qui est situé dans le cadre du château de Robesart au cœur du quartier de La Limoise à Échillais.
Le musée, qui est mentionné dans le guide touristique du Petit Futé, ne se visite que sur rendez-vous et sa visite est gratuite.
En Charente-Maritime, il fait partie des quatre musées dont la thématique repose essentiellement ou partiellement sur les collections de jouets anciens et qui ont tous la particularité d'appartenir à des particuliers. Les autres musées ludiques du département sont, en milieu rural, le musée des Trésors de Lisette à Archingeay, près de Saint-Savinien, et le Musée Atlantrain à Saint-Just-Luzac, près de Marennes. Ils n'ouvrent qu'à la belle saison. Le Musée des modèles réduits est quant à lui situé à La Rochelle, ce dernier est un des musées les plus visités de la ville, ayant l'avantage d'être ouvert toute l'année.

## Muséographie
Le musée du jouet ancien, recommandé à la visite par la maison du tourisme de Charente-Maritime, permet de découvrir une collection très riche de jouets anciens où sont exposés plus de 15 000 objets.
Il rassemble en effet plus de quinze mille pièces de miniatures mécaniques composées par des trains, des aéroplanes, des motos et des voitures de différentes époques et de différentes échelles, sans oublier la collection des voitures à pédale.
Lors de la visite de ce musée, il est possible de remarquer l'évolution historique des modèles Citroën, ainsi que de ceux des trains électriques.
Des scènes imaginatives de combat ont été reconstituées comme la figuration des soldats de plomb  menacés par l'aviation, ou bien les bateaux Radiguet et Bing qui se livrent en un ultime combat.
Dans ce musée du jouet, il est possible de découvrir également une collection de poupées allant des poupées en porcelaine de la fin du XIXe siècle qui sont devenues des pièces historiques par leur grande finesse de réalisation, jusqu'aux poupées de l'époque moderne des sixties avec les toutes premières barbies.